# Карангозов, Константин Адамович
Константин Адамович Карангозов (Карангозишвили) (18 февраля (1 марта) 1852, Душет — 23 июля (5 августа) 1907, Пятигорск) — генерал-майор (11.07.1904), герой русско-турецкой войны 1877—1878 годов, временный Одесский губернатор.

## Биография
Родился 18 февраля 1852 года в грузинской дворянской семье. Православный.
Одиннадцати лет был отправлен в Тульский кадетский корпус. Позднее тульский корпус был закрыт, и Карангозов был переведен в 1-ю Петербургскую военную гимназию, по окончании курса в которой 5 августа 1870 года был зачислен юнкером рядового звания в Николаевское кавалерийское училище.
10 августа 1873 года произведён в прапорщики Нижегородского драгунского полка. В этом полку Карангозов прослужил двадцать четыре года, занимая последовательно должности: адъютанта, казначея, эскадронного командира, заведующего учебной командой, заведующего хозяйством и председателя полкового суда. 2 апреля 1874 года произведён в поручики и 3 мая 1877 года — в штабс-капитаны.
С началом в 1877 году русско-турецкой войны Карангозов сражался с турками в Закавказье и блестяще проявил себя в сражении на Аладжинских высотах. 18 апреля 1878 года он был награждён орденом св. Георгия 4-й степени
В общей атаке полка, был направлен на две неприятельские траншеи, в которых находилось одно орудие, штабс-капитан Карангозов первым во главе эскадрона ворвался в траншеи, изрубил защитников, взял орудие и гнал турок с несколькими доброконными людьми, пока не был возвращён назад.
Среди наград, полученных им за отличия в этой кампании, были ордена св. Анны 4-й степени (1877 год), св. Станислава 3-й степени с мечами и бантом (1877 год), св. Анны 3-й степени с мечами (1877 год) и св. Станислава 2-й степени с мечами (1879 год).
19 мая 1880 года Карангозов был произведён в капитаны и с 1885 года командовал в Нижегородском полку эскадроном. Находясь на этой должности он последовательно получил чины подполковника (1 января 1889 года) и полковника (14 мая 1896 года).
11 июня 1897 года Карангозов был переведён в Санкт-Петербург и назначен командиром эскадрона юнкеров в Николаевском кавалерийском училище, с 30 июня 1899 года состоял в распоряжении начальника военно-учебных заведений.
12 сентября 1899 года он получил в командование 22-й драгунский Астраханский полк. С 26 ноября 1903 года состоял в распоряжении начальника Главного штаба и с 16 декабря того же года командовал 2-й бригадой 8-й кавалерийской дивизии, штаб которой находился в Одессе. Тогда же он был произведён в генерал-майоры (со старшинством от 11 июля 1904 года).
В 1905 году, в дни восстания на броненосце «Потёмкин», Карангозов был сначала назначен военным комендантом Одессы, а затем Временным генерал-губернатором Одессы и Одесского градоначальства. Он лично отправился на присоединившийся к «Потёмкину» «Георгий Победоносец» и обратился с речью к матросам, сумев успокоить мятежную команду.
Вскоре после этого в Одессе было введено военное положение, и временным генерал-губернатором был назначен Карангозов.
В конце 1905 года в Россию из Румынии тайно приехали бывшие матросы-потёмкинцы А. В. Макаров и М. А. Волобуев. По данным Департамента полиции Волобуев должен был совершить покушение на Карангозова. В Одессе были приняты меры для охраны губернатора и убийство совершить не удалось.
Летом 1906 года Карангозов серьёзно заболел. От непосильных трудов и нервного напряжения с ним сделался нервный удар, в связи с чем он вынужден был оставить свой пост и уехал за границу для лечения. Вернулся в Россию в январе 1907 года
В конце июня 1907 года выехал с семьёй в Пятигорск, для лечения на водах. Убит террористами 23 июля (5 августа) 1907 года в Пятигорске. В газете «Московские Вести» обстоятельства убийства описывались следующим образом:
Генерал стоял на бульваре против ванн, покупая газету. Неизвестный злоумышленник выстрелил в него из револьвера. Карангозов побежал по направлению ванн, крича: «Держи». От здания ванн отделился другой неизвестный и приблизившись к генералу, сделал в него два выстрела в упор, причинившие ему смерть. Предают, что покушавшихся было трое или четверо. Никто не задержан. Убийца бежал, сбросив с себя бывшие на нем шляпу и пальто.

## Награды
Среди прочих наград Карангозов имел ордена св. Анны 2-й степени (1884 год), св. Владимира 4-й степени с бантом (1897 год, за беспорочную выслугу 25 лет в офицерских чинах), св. Владимира 3-й степени (1902 год), св. Станислава 1-й степени (1905 год).

## Память
В Одессе улица Льва Толстого с 28 августа 1908 года до 1923 года носила имя Генерала Карангозова.